# Ross Brawn
Ross James Brawn (Ashton-under-Lyne, Gran Mánchester (Inglaterra) Reino Unido, 23 de noviembre de 1954) es un ingeniero de automovilismo británico. Ha trabajado con varios equipos de Fórmula 1. Hasta 2013 fue el máximo responsable del equipo Mercedes AMG F1, en 2014 fue sustituido por Toto Wolff.

## Trayectoria
Es uno de los dirigentes con mayor trayectoria de la Fórmula 1, ya que ha pasado por equipos como Williams (1978-1984), Team Lotus, Lola, Arrows y Benetton, siendo este último donde consiguió sus primeros grandes éxitos y alcanzó fama como gran estratega, capaz de decidir las carreras en las paradas de boxes.[cita requerida]
Luego fue director técnico de Ferrari entre 1997 y 2006. Mantiene una amistad con Michael Schumacher, con el que compartió la trayectoria del alemán en Ferrari. Sus decisiones con Schumacher le dieron cinco campeonatos mundiales consecutivos a la escudería de Maranello y al piloto alemán. Diseñó una estrategia novedosa de cuatro paradas en boxes en el Gran Premio de Francia de 2004, lo que no impidió a Schumacher ganar la carrera.
Honda desveló en noviembre de 2007 su fichaje como máximo responsable de su equipo de F1. Brawn asumió toda la responsabilidad en el diseño, la fabricación, la ingeniería y la competición del equipo Honda y trabajó junto a Nick Fry, que continúa como jefe ejecutivo.

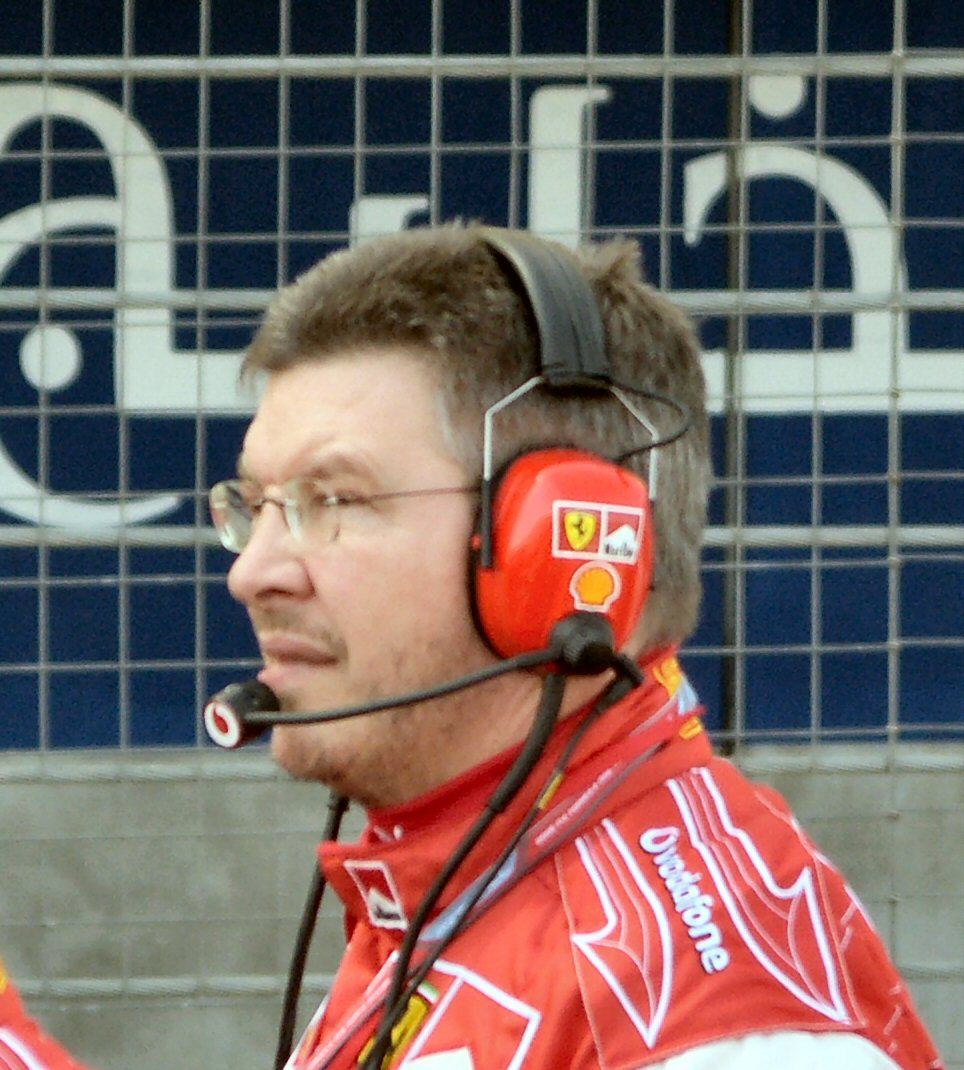
Ross Brawn en el Gran Premio de Baréin de 2006.

El 6 de marzo de 2009 se hizo con las acciones del equipo de Honda en la Fórmula 1 por el simbólico precio de una libra y creó el equipo Brawn GP, con el que compitió en el Mundial de Fórmula 1 del 2009. En la primera carrera de la temporada, el Gran Premio de Australia 2009, el equipo Brawn GP impresionó a sus rivales al lograr el primer y segundo puesto de la competición, en lo que fue un debut asombroso. Los monoplazas de su escudería contaban con unos controvertidos difusores que la FIA ratificó como legales el 16 de abril de 2009, con los que se estimaba que la ganancia por vuelta era de medio segundo. En esa misma temporada, su formación fue campeona de constructores de la temporada 2009, siendo su piloto, Jenson Button, campeón mundial de Fórmula 1.
Una vez finalizada la temporada 2009, Brawn vendió el 75,1% de las acciones del equipo a Mercedes por 100 millones de dólares. Ross continuó al frente del equipo, que pasa a denominarse Mercedes AMG F1 Team.
El día de año nuevo de 2010, Ross Brawn fue incluido en la lista de Honores de Año nuevo de 2010, convirtiéndose así en miembro de la Orden del Imperio Británico.
En el Gran Premio de China de 2012, Nico Rosberg logró la primera victoria de la escudería Mercedes de Ross Brawn.
A finales de la temporada 2013, Brawn deja el equipo Mercedes, después de haber conseguido 3 victorias y el subcampeonato de ese año. Posteriormente confirma que no tiene previsto regresar a la máxima categoría.
En el año 2014, durante la crisis del equipo Ferrari, fue el protagonista de un fuerte rumor que le situaba como director de dicho equipo, sustituyendo a Stefano Domenicali y, posteriormente, a Marco Mattiacci, aunque esto no ocurrió.
En enero de 2017, Ross Brawn fue nombrado director deportivo de la Fórmula 1, tras la compra del campeonato por parte de la empresa Liberty Media y la salida de su anterior propietario, Bernie Ecclestone.